# Katastrofa lotnicza pod Suścem
Katastrofa lotnicza pod Suścem (określana też jako katastrofa pod Tomaszowem Lubelskim, pod Rawą Ruską lub pod Lwowem) – katastrofa 10-miejscowego samolotu pasażerskiego PLL LOT Lockheed Electra, która wydarzyła się 28 grudnia 1936 roku około godziny 10:45, w pobliżu wsi Susiec oraz Łuszczacz w powiecie tomaszowskim. Samolot należał do partii czterech egzemplarzy zakupionych przez LOT na początku 1936 roku. Pilotowany był przez Mieczysława Jonikasa, leciał ze Lwowa do Warszawy.
Samolot wystartował w rejsie ze Lwowa do Warszawy z półtoragodzinnym opóźnieniem z powodu złych warunków atmosferycznych. Na trasie pomiędzy Rawą Ruską a Suścem wpadł w burzę śnieżną i w obszar oblodzenia. Stosowana w tym czasie przeciwoblodzeniowa pasta „Killfrost” okazywała się mało skuteczna przy silniejszych oblodzeniach. O 10:29 radiotelegrafista nadał depeszę radiową o zamarzaniu sterów. Pilot zdecydował się na próbę lądowania awaryjnego. Samolot utracił stateczność i na wysokości około 10 metrów obrócił się na lewe skrzydło, uderzył w ziemię w pozycji odwróconej (na plecach) i rozpadł się na dwie części. W wyniku uderzenia zapaliło się paliwo. Okoliczności katastrofy badała specjalna komisja państwowa.
W wyniku katastrofy śmierć na miejscu poniosło dwóch pasażerów: Józef Zimmerman, 36-letni właściciel firmy «Autopomoc» ze Lwowa oraz Zygmunt Łoś, 49-letni doktor praw, ziemianin, dyrektor Centrali Obrotu Nasionami Oleistymi w Warszawie, mąż Zofii z Rostworowskich, ojciec późniejszego matematyka Jerzego Łosia. 4 osoby zostały ranne, w tym radiomechanik Józef Fronc, który zmarł następnego dnia w szpitalu w Tomaszowie Lubelskim w wyniku poparzeń. Ocaleni zostali ranni: pilot Mieczysław Jonikas, inż. Stefan Krzyczkowski, dyrektor techniczny PLL LOT i Stefan Ryniewicz konsul RP w Rydze. Wśród ocalonych, którzy nie doznali uszczerbku znajdował się też dr Tadeusz Piszczkowski, świeżo mianowany konsul RP w Tel-Avivie, późniejszy wykładowca Uniwersytetu Polskiego w Londynie, autor książek historycznych, współpracownik Radia Wolna Europa.
Katastrofa pod Suścem była jedną z trzech katastrof samolotu Lockheed L-10 Electra w barwach PLL LOT. Niedługo przedtem, 1 grudnia 1936 roku, pod Malakasą w pobliżu Aten miała miejsce katastrofa samolotu pilotowanego przez Józefa Bargiela. Następna katastrofa zdarzyła się 11 listopada 1937 roku pod Piasecznem w okolicach Warszawy. Zginęły w niej 4 osoby.